# 23丁目駅 (IND8番街線)
23丁目駅（23ちょうめえき、英: 23rd Street）はマンハッタン区チェルシーにある23丁目と8番街の交差点に位置するニューヨーク市地下鉄IND8番街線の駅である。A系統が深夜のみ、C系統が深夜を除く終日、E系統が終日停車する。

## 駅構造
| G                   | 地上階                       | 出入口 |
| B1 プラットホーム階 | 相対式ホーム、右側ドアが開く | 相対式ホーム、右側ドアが開く |
| B1 プラットホーム階 | 北行緩行線                   | ← 深夜帯：インウッド-207丁目駅行き（34丁目-ペン・ステーション駅） ← 168丁目駅行き（34丁目-ペン・ステーション駅） ← ジャマイカ・センター-パーソンズ/アーチャー駅行き（34丁目-ペン・ステーション駅） |
| B1 プラットホーム階 | 北行急行線                   | ← 深夜帯以外：通過 |
| B1 プラットホーム階 | 南行急行線                   | → 深夜帯以外：通過 → |
| B1 プラットホーム階 | 南行緩行線                   | → 深夜帯：ファー・ロッカウェイ-モット・アベニュー駅行き（14丁目駅）→ ユークリッド・アベニュー駅行き（14丁目駅）→ ワールド・トレード・センター駅行き（14丁目駅）→                                   |
| B1 プラットホーム階 | 相対式ホーム、右側ドアが開く | |
| B2                  | -                            | ホーム間連絡通路 |

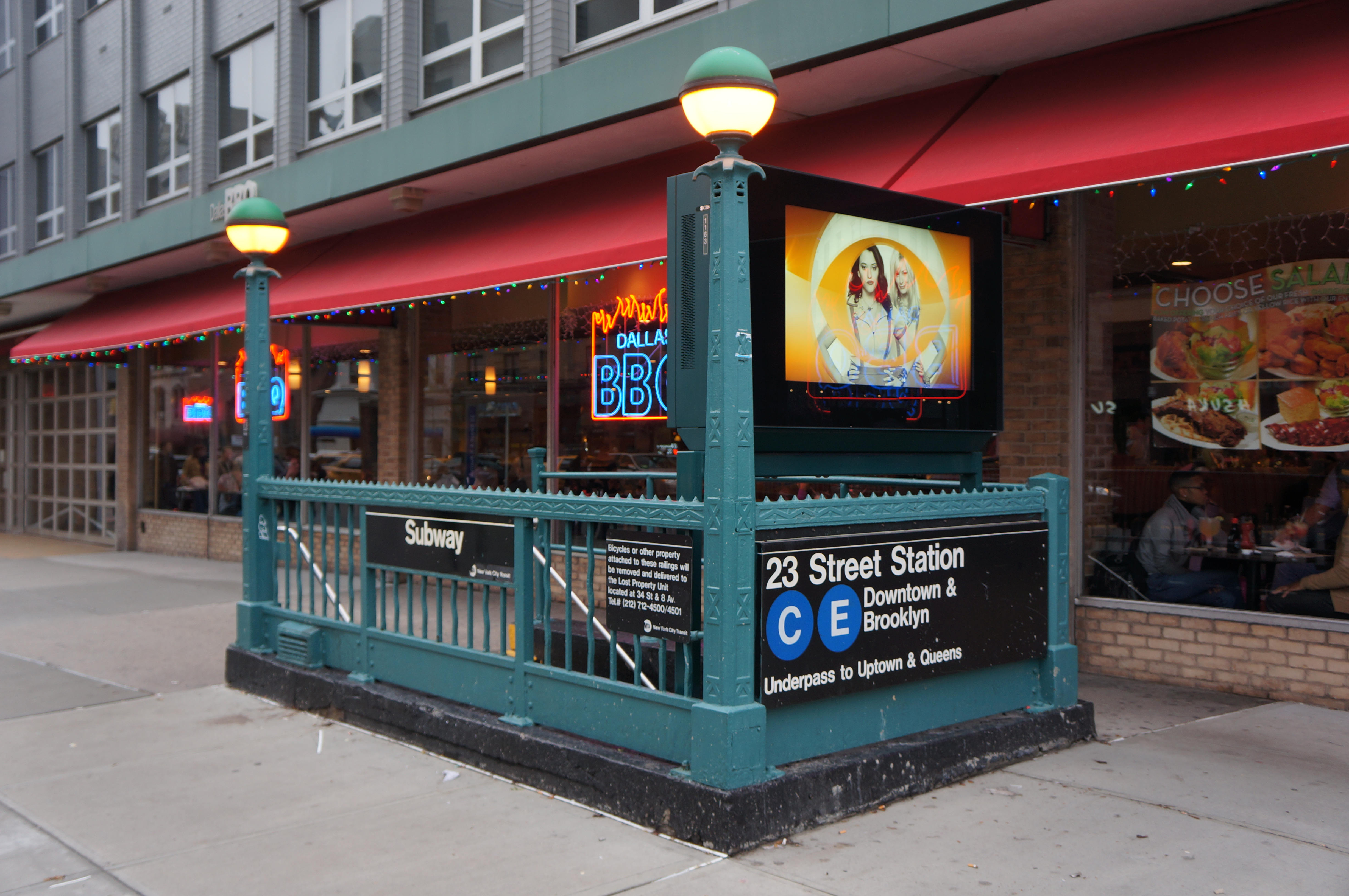
西側の入口

この駅は1932年9月10日、インディペンデント・サブウェイ・システムの8番街線チェンバーズ・ストリート駅 - 207丁目駅間の開通と共に開業した。駅は両側に2線の停車線、中央に2線の通過線を持つ2面4線で中央の通過線は昼間の急行列車（A系統）が使用する。また、当駅と34丁目駅の間の急行線の間に2線の引上線があり、どちらも両側の急行線に入線する事が可能で車両の留置などに使用されている。
両ホームの壁面には黄色地に白で「23RD ST.」と書かれた駅名標がありその下に黒地に白で「23」と表記されているほか、同じスタイルで行先の矢印付きの物もある。また、ホームの柱は黄色で、黒地に白で「23 Street」と書かれた駅名標が掲げられている。
駅は2010年 - 2014年のMTA投資計画では当駅の40%以上の構造物が老朽化により脆くなっていることが明らかとなったことから駅の改装が盛り込まれていた。

### 出口
改札口は全てホームと同じ地下1階にあり、南北それぞれの出入口には回転式自動改札機、きっぷ売り場、階段がある。北側の出入口は23丁目と8番街の東側に、南側の出入口は西側に出ている。なお、改札内に地下連絡通路があり改札を出ずにホームの行き来が可能である。
各ホームの南側出口は24丁目の中央にあり、2つの改札が小さめの中二階に通じており、そこにある階段で上の通りへと出ることができる。北側出口は両ホームの北側にあり、そこから階段で通りに出ることができる。終日開いているもののきっぷ売り場が無いためきっぷの購入は不可能である。